# 兵庫県道423号西脇誉田線
兵庫県道423号西脇誉田線（ひょうごけんどう423ごう にしわきほんだせん）は、兵庫県姫路市からたつの市に至る一般県道である。

## 概要
姫路市西脇からたつの市誉田町福田に至る。

### 路線データ
- 起点：姫路市西脇（丸山交差点、兵庫県道5号姫路上郡線交点）
- 終点：たつの市誉田町福田（国道179号交点）
- 総延長：3.529 km

## 地理

### 通過する自治体
- 姫路市
- 揖保郡太子町
- たつの市

### 交差する道路
| 交差する道路           | 市町村名 | 市町村名 | 交差する場所 | 交差する場所                |
| ---------------------- | -------- | -------- | ------------ | --------------------------- |
| 兵庫県道5号姫路上郡線  | 姫路市   | 姫路市   | 西脇         | 丸山交差点 / 起点           |
| 国道2号 / 姫路バイパス | 揖保郡   | 太子町   | 松尾         | 太子北IC交差点 太子北ランプ |
| 国道179号              | たつの市 | たつの市 | 誉田町福田   | 終点                        |

### 沿線
- たつの警察署 誉田駐在所
- たつの市立誉田小学校（終点付近）